# 湯浅三郎
湯浅 三郎（ゆあさ さぶろう、1936年4月24日 - ）は、日本中央競馬会 (JRA) ・栗東トレーニングセンターに所属していた元騎手、元調教師。岡山県出身。

## 来歴
- 1955年、京都・加藤清一厩舎所属の騎手見習いとなる。
- 1959年、9月に騎手となる。
- 1965年、皐月賞をチトセオーで制しクラシック初勝利を挙げる。
- 1975年、調教師免許を取得し騎手を引退する。騎手成績は1450戦161勝。
- 1976年7月1日に厩舎を開業する[1]。9月12日阪神競馬第5競走で初出走（ハルノダイオーで8着）、11月7日京都競馬第2競走をユウセイフブキで勝利し、のべ18頭目での初勝利を挙げる[1]。
- 1981年、阪神大賞典をアリーナオーが制し重賞初勝利を挙げる。同レースは騎手時代にも制している。
- 2004年11月20日京都競馬第2競走をエイシンドーバーで勝ち、中央競馬通算500勝を達成した[1]。
- 2007年、2月28日付けで定年により調教師を引退する。調教師成績は中央競馬通算7180戦527勝。地方競馬通算205戦31勝[2]。

## 主な騎乗馬
- チトセオー（1965年皐月賞、阪神大賞典）
- サカエカホー（1973年阪急杯、金鯱賞）

## 主な管理馬
- アリーナオー（1981年阪神大賞典、1982年京都記念〈春〉）
- カルストンテスコ（1983年阪神牝馬特別）
- エイシンガッツ（1986年京都4歳特別）
- エイシンリゲイン（1986年サファイヤステークス）
- エイシンテンペスト（1987年ペガサスステークス）
- ヤマヒサローレル（1993年報知杯4歳牝馬特別、サンケイスポーツ賞4歳牝馬特別）
- エイシンワンサイド（1999新潟ジャンプステークス）
- レマーズガール（2003年関東オークス、スパーキングレディーカップ、2004年TCK女王盃、エンプレス杯、クイーン賞、2005年TCK女王盃、2006年スパーキングレディーカップ、白山大賞典、クイーン賞）
- エイシンドーバー（2007年阪急杯）